# César Garza Miranda
César Garza Miranda OFM (ur. 18 października 1971 w San Nicolás de los Garza) – meksykański duchowny katolicki, biskup pomocniczy Monterrey od 2020.

## Życiorys

### Prezbiterat
Święcenia kapłańskie otrzymał 14 grudnia 2002 w zakonie franciszkanów. Był m.in. wicedyrektorem zakonnego kolegium w Etzatlán oraz wykładowcą w instytucie filozoficznym.

### Episkopat
17 października 2020 papież Franciszek mianował go biskupem pomocniczym archidiecezji Monterrey, ze stolicą tytularną Magnetum. Sakry udzielił mu 17 grudnia 2020 arcybiskup Rogelio Cabrera López.